# Culicoides jumineri
Culicoides jumineri är en tvåvingeart som beskrevs av Callot och Kremer 1970. Culicoides jumineri ingår i släktet Culicoides och familjen svidknott. Inga underarter finns listade i Catalogue of Life.